# Eremochloa lanceolata
Eremochloa lanceolata là một loài thực vật có hoa trong họ Hòa thảo. Loài này được Buit. mô tả khoa học đầu tiên năm 2001.